# چار ماهیشا
چار ماریشا (به لاتین: Char Mahisha) یک روستا در بنگلادش است که در استان باریسال و در ناحیه باریسال واقع شده است.